# Dicksonia chrysotricha
Dicksonia chrysotricha là một loài dương xỉ trong họ Dicksoniaceae. Loài này được Hassk. T. Moore mô tả khoa học đầu tiên năm 1860.